# Opuntia colubrina
Opuntia colubrina ist eine Pflanzenart in der Gattung der Opuntien (Opuntia) aus der Familie der Kakteengewächse (Cactaceae). Das Artepitheton colubrina stammt aus dem Lateinischen, bedeutet ‚schlangenartig‘ und verweist auf die fast zylindrischen Triebabschnitte die Art.

## Beschreibung
Opuntia colubrina wächst als kleiner Strauch. Die dunkelgrünen zylindrischen Triebabschnitte sind 20 bis 40 Zentimeter lang und 2 bis 4 Zentimeter im Durchmesser. Die Areolen sind weiß. Von den zwei bis drei weißlich grauen, bis zu 3 Zentimeter langen Dornen ist der mittlere der längste. 
Die zitronengelben Blüten weisen eine Länge von bis zu 5,5 Zentimeter auf. Die roten Früchte sind tönnchenförmig. Sie sind bis zu 2,7 Zentimeter lang und weisen Durchmesser von 1,3 Zentimeter auf.

## Verbreitung und Systematik
Opuntia colubrina ist in Paraguay sowie den argentinischen Provinzen Formosa und Chaco verbreitet.
Die Erstbeschreibung erfolgte 1953 durch Alberto Castellanos. Ein nomenklatorisches Synonym ist Austrocylindropuntia colubrina (A.Cast.) Backeb. (1958).

## Nachweise